# The She Wolf
The She Wolf è un cortometraggio muto del 1913 diretto da Francis Ford.

## Produzione
Il film fu prodotto dalla Bison Motion Pictures (con il nome 101-Bison)

## Distribuzione
Distribuito dall'Universal Film Manufacturing Company, il film uscì nelle sale cinematografiche USA il 21 ottobre 1913.